# Jared Borgetti
Jared Borgetti (Culiacancito, Meksiko, 14. listopada 1973.) je bivši meksički nogometaš.

## Igračka karijera
Borgetti je započeo profesionalnu karijeru 1994. godine u Atlasu iz Guadalajare. Dvije godina kasnije prešao je u Santos Lagunu, gdje je igrao čak osam godina, te je u 295 utakmica postigao 189 pogodaka. Godine 2004. napušta Santos Lagunu i prelazi u Dorados, a već sljedeće sezone igra za Pachucu. Meksiko napušta 2005. godine te prelazi u Bolton Wanderers u Englesku, te je postao prvi meksički igrač koji je zaigrao za neki engleski nogometni klub. Od 2006. do 2010. gotovo svake godine prelazi u novi klub, a nastupa za Al-Ittihad, Cruz Azul, Monterrey, Guadalajara, Puebla, Morelia i León. Igračku karijeru završio je u Leónu iz Guanajuata.
Tijekom svoje karijere, Borgetti je bio poznat po lukavosti u šesnaestercu i ubojitom udarcu glavom. Zbog mjesta rođenja i poveznice s prvom profesionalnom momčadi za koju je zaigrao, nosio je nadimak El Zorro del Desierto(“Pustinjska Lisica”).

## Reprezentativna karijera
Borgetti je prvu utakmicu za meksičku nogometnu reprezentaciju odigrao 5. veljače 1997. godine protiv Ekvadora. Dva puta je nastupio na Svjetskom prvenstvu, prvi puta 2002. godine na prvenstvu u Južnoj Koreji i Japanu, te drugi puta 2006. godine na prvenstvu u Njemačkoj. Tri puta je nastupio na prvenstvu CONCACAF-a. Za meksičku reprezentaciju odigrao je 89 utakmica i postigao 46 pogotka u 11 godina igranja.

## Vanjske poveznice
- Statistika na RSSSF
- Informacije o igrač, nagrade, karijera